# Éditions Gallimard
Éditions Gallimard – francuskie wydawnictwo założone w 1911 w Paryżu przez Gastona Gallimarda. Na jego czele stoi obecnie Antoine Gallimard, a firma jest największym wydawnictwem niezależnym we Francji.
31 maja 1911 Gaston Gallimard stanął na czele wydawnictwa La Nouvelle Revue française (NRF) na prośbę jego twórców: André Gide'a i Jeana Schlumbergera. Inauguracyjnym przedsięwzięciem nowej firmy było wydanie książek Gide'a i Paula Claudela, do których następnie dołączyli inni autorzy – m.in. Proust, Supervielle, Malraux, Saint-Exupéry.
W 1913 André Gide odrzucił rękopis powieści W poszukiwaniu straconego czasu (1913) Marcela Prousta. Dopiero po późniejszym sukcesie utworu (wydanego przez Bernarda Grasseta na koszt autora) Gallimardowi udało się w 1917 przekonać Prousta, by dołączył do publikowanych u niego autorów. 
W 1919 wydawnictwo Gallimard (pod nazwą Librairie Gallimard) odłączyło się od NRF. W 1921 utworzono komitet redakcyjny decydujący o publikacjach, w którego skład wchodzili m.in. Benjamin Crémieux, Jean Paulhan, Louis-Daniel Hirsch oraz później André Malraux, Raymond Queneau i Jean Grosjean.